# Mimorsidis mausoni
Mimorsidis mausoni là một loài bọ cánh cứng trong họ Cerambycidae.